# ماشطة بنت فرعون
ماشطة بنت فرعون تقول الروايات أنها امرأة صالحة عاشت في ظل مُلك فرعون، وسُميت بذلك لأنها كانت تمشط بناته، وهي خادمة ومربية لهن، ويعيش معها زوجها الذي كان مقربًا من فرعون، حتى قتله بعد حين؛ بعدما عرف بإسلامه، مما اضطرها إلى إخفاء إسلامها واستمرت في العمل في قصر فرعون لتنفق على أبنائها الخمسة. إلا أنه في يوم من الأيام، وقع المشط من يدها، وهي تمشط ابنة فرعون، وقالت وهي تتناوله من الأرض «بسم الله»، فردت عليها الابنة: «الله أبي»، ولم تتمالك الماشطة غضبها حتى صاحت: «كلا، بل الله ربي، وربك، ورب أبيك». فذهبت الابنة إلى أبيها لتخبره بأمر ماشطتها. فغضب فرعون لوجود من يعبد غيره في قصره، فنادى بإحضارها، وسألها: من ربك؟ فقالت: ربي وربك الله. ازداد غضب فرعون، وطالبها بالرجوع عن دينها، وهددها بحبسها وتعذيبها، إلا أن الماشطة أبت أن ترتد عن الإسلام.
أمر فرعون جنوده باحضار قدرٍ من نحاس، ويملأ بالزيت، ويتم تحميته حتى يصل إلى درجة الغليان. ثم طلب إيقافها أمام القدر حتى ترى العذاب بعينيتها، إلا أنها أقبلت عليه طمعًا في الشهادة، إلا أن فرعون أراد قهرها على أبنائها، لعلمه بأنهم أحب الناس إليها، والتي كانت تربيهم بعد أن قتل أباهم، فأمر بإحضار الأبناء إلى غرفة التعذيب الفرعونية، فجرّ الجنود أكبرهم، وهو يصيح ويستغيث بأمه، ويتوسل إلى فرعون، فألقي في الزيت، والأم تبكي، وتنظر إلى طفلها وهو يحترق، وإخوته يغطون أعينهم خوفًا من المنظر. ثم نظر إليها فرعون، وأمرها بالكفر بدين الله ليعفو عن البقية، إلا أنها أبت، وتمسكت بموقفها، فازداد غضب فرعون، وأمر بالولد الثاني، وألقي في الزيت.
وذكرت الروايات أنه حينما وصل الدور على الابن الرضيع، نطق، وقال لها: «يا أماه، اصبري، فإنكِ على حق»، ثم انقطع صوته بعد أن ألقوه في القدر. بعد ذلك، اندفع جنود فرعون نحوها، وسحبوها تجاه القدر، والتفتت لحظتئذٍ إلى فرعون وقالت له: «لي إليك حاجة». فرد عليها: «ما حاجتك؟». قالت: «أن تجمع عظامي، وعظام أبنائي، فتدفنها في قبر واحد». فوافق فرعون على طلبها. وألقى بها الجنود في الزيت.
وجاءت الرواية على لسان جبريل، كما وردت الحديث في المسند عن ابن عباس، أن النبي محمد ﷺ قال: لما كانت الليلة التي أسري بي فيها -يقصد ليلة الإسراء والمعراج-، أتت علي رائحة طيبة، فقلت: ياجبريل، ما هذه الرائحة الطيبة؟ فقال: هذه رائحة ماشطة ابنة فرعون وأولادها، قَال: قلت: وما شأنها؟ قَال: بينما هي تمشط ابنة فرعون ذات يوم، إذ سقطت المدرى من يديها، فقالت: بسم اللَّه، فقالت لها ابنة فرعون: أبي؟ قالت: لا، ولكن ربي ورب أبيك اللَّه، قالت: أخبره بذلك! قالت: نعم، فأخبرته، فدعاها فقال: يا فلانة؛ وإن لك ربا غيري؟ قالت: نعم؛ ربي وربك اللَّه، فأمر ببقرة من نحاس فأحميت -والتَّبقُّر، هو التوسع-، ثم أمر بها أن تلقى هي وأولادها فيها، قالت له: إن لي إليك حاجة، قال: وما حاجتك؟ قالت: أحب أن تجمع عظامي وعظام ولدي في ثوب واحد وتدفننا، قال: ذلك لك علينا من الحق، قال: فأمر بأولادها فألقوا بين يديها واحدا واحدا إلى أن انتهى ذلك إلى صبي لها مرضع، وكأنها تقاعست من أجله، قال: يا أمه؛ اقتحمي فإن عذاب الدنيا أهون من عذاب الآخرة، فَاقْتَحَمَتْ).